# Nicola Panevino
Nicola Panevino (Carbone, 13 luglio 1910 – Cravasco, 23 marzo 1945) è stato un giudice e partigiano italiano, fucilato per rappresaglia dalle SS e medaglia d'argento al valor militare alla memoria.

## Biografia
Nato a Carbone in provincia di Potenza, dove suo padre Giambattista svolgeva le funzioni di segretario comunale, si laurea in Giurisprudenza all'Università Federico II di Napoli. Quindi entra in magistratura, dove inizialmente è assegnato al Tribunale dei minori di Napoli; nel 1942, a soli 32 anni, si trasferisce come giudice al Tribunale di Savona.
Dopo l'armistizio entra in Giustizia e Libertà, quindi nel Partito d'Azione clandestino e, con il nome "Silva", contribuisce alla costituzione di brigate partigiane in Piemonte. Una in particolare, la brigata GL Savona che, dopo la sua morte, prenderà il suo nome. Presidente del CLN di Savona, è in contatto con i partigiani di Genova e Alessandria, fornendo anche uomini: fra i compagni di lotta avvocati e altri magistrati, come il giovane giudice Antonio Catte.
Il 14 dicembre 1944, tradito da una delazione, è arrestato dai militi della San Marco mentre sta rientrando in casa non accorgendosi del segnale d'avvertimento fatto alla finestra dalla moglie. Rinchiuso nel carcere di Savona, è quindi trasferito a Marassi e in seguito alla Casa dello studente di Genova, sede del comando SS. Interrogato, torturato e riconosciuto da una spia, il 23 marzo 1945 viene condotto insieme ad altri 19 prigionieri nei pressi del cimitero di Cravasco. Lì saranno fucilati in quello che viene ricordato come l'eccidio di Cravasco.
Poco prima di essere condotto alla fucilazione, Panevino, molto credente, riesce a scrivere un messaggio alla moglie Elena e alla figlia piccola Gabriella.
Viene sepolto alla fine della guerra in Basilicata, ad Aliano, paese natale di suo padre e dove spesso egli tornava. All'esterno della casa natale, a Carbone, è apposta una lapide che lo ricorda, dettata da Benedetto Croce, attestando “che su ogni forma di oppressione trionfano eternamente giustizia e libertà”. Nel 1974, ad Aliano, viene creata un'associazione culturale con il suo nome.
Il suo percorso politico e professionale viene ricostruito in un libro edito - dalla Edigrafema casa editrice - dal giornalista Emilio Chiorazzo. Il volume, dal titolo "La scelta difficile" racconta le vicende umane del giudice, dal giorno del suo arresto alla sua fucilazione, avvenuta a Cravasco, nel Comune di Campomorone. Nicola Panevino dal carcere scrisse struggenti lettere alla moglie Elena e alla figlia Gabriella, che all'epoca della morte del padre aveva solo sette mesi. Gli scritti testimoniano anche la profonda fede professata dal giudice lucano.